# Ривароло Канавезе
Ривароло Канавезе (итал. Rivarolo Canavese) је насеље у Италији у округу Торино, региону Пијемонт.
Према процени из 2011. у насељу је живело 10978 становника. Насеље се налази на надморској висини од 304 м.

## Становништво
Према резултатима пописа становништва 2011. у општини је живело 12.356 становника.
| 1931. | 1936. | 1951. | 1961. | 1971.  | 1981.  | 1991.  | 2001.  | 2011.  |
| ----- | ----- | ----- | ----- | ------ | ------ | ------ | ------ | ------ |
| 6.674 | 6.635 | 7.348 | 8.311 | 10.753 | 11.580 | 11.737 | 11.976 | 12.356 |

## Партнерски градови
- Sunchales